# Canalirogas balgooyi
Canalirogas balgooyi är en stekelart som beskrevs av Van Achterberg och Chen 1996. Canalirogas balgooyi ingår i släktet Canalirogas och familjen bracksteklar. Inga underarter finns listade.